# Plaza del Hospital (Vitoria)
La plaza del Hospital es un espacio público de la ciudad española de Vitoria.

## Descripción
La plaza, que ostenta el título actual desde 1874 por su cercanía al hospital de Santiago, se ha conocido también como «plazuela del Hospital» y como «plaza [o plazuela] de los Guardias», por haber tenido allí unas dependencias la Guardia Civil. Situada en la esquina que forman la calle de Francia y la avenida de Santiago, aparece descrita en la Guía de Vitoria (1901) de José Colá y Goiti con las siguientes palabras:

Plazuela del Hospital.—Nombre primitivo. Se le dió este título en 1874, y está enclavada entre las calles del Mercado, Santiago, Francia y Portal del Rey.
(Colá y Goiti, 1901, p. 40)

El espacio fue reformado en 1940, año en que se introdujo una fuente en el centro, y también en 2020.